# Lê Hữu Thể
Lê Hữu Thể (sinh năm 1958) là một chính trị gia người Việt Nam. Ông hiện giữ chức danh Kiểm sát viên Viện kiểm sát nhân dân tối cao, từng giữ chức vụ Phó Viện trưởng Viện kiểm sát nhân dân tối cao, Chủ tịch Hội đồng Trường Đại học Kiểm sát Hà Nội.

## Xuất thân và giáo dục
Lê Hữu Thể được đào tạo ở Đức.
Ông có bằng Tiến sĩ.

## Sự nghiệp
Ông nhiều năm làm Viện phó, rồi Viện trưởng Viện Khoa học kiểm sát, Viện kiểm sát nhân dân tối cao.
Ông từng được luân chuyển làm Viện trưởng Viện kiểm sát nhân dân tỉnh Phú Thọ.
Ông hiện là Chủ tịch Hội đồng Trường Đại học Kiểm sát Hà Nội.
Ngày 29 tháng 7 năm 2009, Ban cán sự Đảng Cộng sản Việt Nam Viện kiểm sát nhân dân tối cao đã công bố quyết định của Chủ tịch nước về việc bổ nhiệm Tiến sĩ Lê Hữu Thể làm Phó Viện trưởng Viện kiểm sát nhân dân tối cao.
Ông là ủy viên Ban cán sự Đảng bộ Viện kiểm sát nhân dân tối cao Việt Nam.
Ngày 13 tháng 4 năm 2015, Chủ tịch nước Việt Nam Trương Tấn Sang ký Quyết định bổ nhiệm chức danh Kiểm sát viên Viện kiểm sát nhân dân tối cao cho Lê Hữu Thể, Phó Viện trưởng VKSNDTC.
Cuối năm 2018, ông thôi giữ chức vụ Phó Viện trưởng Viện kiểm sát nhân dân tối cao nhưng vẫn giữ chức danh Kiểm sát viên Viện kiểm sát nhân dân tối cao.

## Tác phẩm
- Sách: TS. Lê Hữu Thể - TS. Đỗ Văn Đương - ThS. Nguyễn Thị Thủy. Những vấn đề lý luận và thực cấp bách của việc đổi mới thủ tục tố tụng hình sự đáp ứng yêu cầu cải cách tư pháp; Hà Nội: Chính trị Quốc gia - Sự thật, 2013,550 tr.; 24 cm; KHK: V23656-V23658[6][7]
- Bài báo: Phát huy những giá trị lịch sử, chính trị, pháp lý của Hiến pháp 1946 trong sự nghiệp đổi mới hiện nay